# Grammy Awards 2009
Am 8. Februar 2009 wurden im Staples Center von Los Angeles die Grammy Awards 2009 verliehen. Es war die 51. Verleihung des Grammys, des wichtigsten US-amerikanischen Musikpreises. Gewürdigt wurden Anfang 2009 die musikalischen Leistungen, die zwischen dem 1. Oktober 2007 und dem 30. September 2008 veröffentlicht worden waren.
Erfolgreichste Künstler waren Robert Plant und Alison Krauss, die mit ihrem gemeinsamen Rock-/Country-Projekt Raising Sand insgesamt fünf Preise gewinnen konnten, darunter in den beiden Hauptkategorien Album und Single des Jahres. Rapper Lil Wayne, der für sieben Grammys nominiert war, gewann vier der fünf möglichen Rap-Grammys. Die britische Band Coldplay, mit sieben Nominierungen ein weiterer Favorit, kam auf drei Auszeichnungen und stellte mit Viva la Vida nach Meinung der Jury den Song des Jahres.

## Hauptkategorien
Single des Jahres (Record of the Year):
- Please Read the Letter von Robert Plant & Alison Krauss
- nominiert waren zudem:
  - Chasing Pavements von Adele
  - Viva la Vida von Coldplay
  - Bleeding Love von Leona Lewis
  - Paper Planes von M.I.A.

Album des Jahres (Album of the Year):
- Raising Sand von Robert Plant & Alison Krauss
- nominiert waren zudem:
  - Viva la Vida or Death and All His Friends von Coldplay
  - Tha Carter III von Lil Wayne
  - Year of the Gentleman von Ne-Yo
  - In Rainbows von Radiohead

Song des Jahres (Song of the Year):
- Viva la Vida von Coldplay (Autoren: Guy Berryman, Jonny Buckland, Will Champion, Chris Martin)
- nominiert waren zudem:
  - American Boy von Estelle featuring Kanye West (Autoren: William Adams, Keith Harris, Josh Lopez, Caleb Speir, John Legend, Estelle Swaray, Kanye West)
  - Chasing Pavements von Adele (Autoren: Adele Adkins, Eg White)
  - I'm Yours von Jason Mraz (Autor: Jason Mraz)
  - Love Song von Sara Bareilles (Autor: Sara Bareilles)

Bester neuer Künstler (Best New Artist):
- Adele
- nominiert waren zudem:
  - Duffy
  - Jonas Brothers
  - Lady Antebellum
  - Jazmine Sullivan

## Pop
Beste weibliche Gesangsdarbietung – Pop (Best Female Pop Vocal Performance):
- Chasing Pavements von Adele
- nominiert waren zudem:
  - Love Song von Sara Bareilles
  - Mercy von Duffy
  - Bleeding Love von Leona Lewis
  - I Kissed a Girl von Katy Perry
  - So What von Pink

Beste männliche Gesangsdarbietung – Pop (Best Male Pop Vocal Performance):
- Say von John Mayer
- nominiert waren zudem:
  - All Summer Long von Kid Rock
  - That Was Me von Paul McCartney
  - Closer von Ne-Yo
  - Wichita Lineman von James Taylor

Beste Darbietung eines Duos oder einer Gruppe mit Gesang – Pop (Best Pop Performance by a Duo or Group with Vocals):
- Viva la Vida von Coldplay
- nominiert waren zudem:
  - Waiting in the Weeds von den Eagles
  - Going On von Gnarls Barkley
  - Won’t Go Home Without You von Maroon 5
  - Apologize von OneRepublic

Beste Zusammenarbeit mit Gesang – Pop (Best Pop Collaboration with Vocals):
- Rich Woman von Robert Plant & Alison Krauss
- nominiert waren zudem:
  - Lesson Learned von Alicia Keys & John Mayer
  - 4 Minutes von Madonna, Justin Timberlake & Timbaland
  - If I Never See Your Face Again von Rihanna & Maroon 5
  - No Air von Jordin Sparks & Chris Brown

Beste Instrumentaldarbietung – Pop (Best Pop Instrumental Performance):
- I Dreamed There Was No War von den Eagles
- nominiert waren zudem:
  - Love Appetite von Steve Cropper & Felix Cavaliere
  - Fortune Teller von Fourplay
  - Steppin' Out von Stanley Jordan
  - Blast! von Marcus Miller

Bestes Instrumentalalbum – Pop (Best Pop Instrumental Album):
- Jingle All the Way von Béla Fleck and the Flecktones
- nominiert waren zudem:
  - Sax for Stax von Gerald Albright
  - Greatest Hits Rerecorded Volume One von Larry Carlton
  - The Spice of Life von Earl Klugh
  - A Night Before Christmas von Spyro Gyra

Bestes Gesangsalbum – Pop (Best Pop Vocal Album):
- Rockferry von Duffy
- nominiert waren zudem:
  - Detours von Sheryl Crow
  - Long Road out of Eden von den Eagles
  - Spirit von Leona Lewis
  - Covers von James Taylor

## Dance
Beste Dance-Aufnahme (Best Dance Recording):
- Harder Better Faster Stronger von Daft Punk (Produzenten / Mix: Thomas Bangalter, Guy-Manuel de Homem-Christo)
- nominiert waren zudem:
  - Ready for the Floor von Hot Chip (Produzenten: Hot Chip; Mix: Dan Carey)
  - Just Dance von Lady Gaga & Colby O’Donis (Produzent: RedOne; Mix: Robert Orton)
  - Give It 2 Me von Madonna (Produzenten: Madonna, The Neptunes; Mix: Andrew Coleman, Spike Stent)
  - Disturbia von Rihanna (Produzent: Brian Kennedy; Mix: Phil Tan)
  - Black & Gold von Sam Sparro (Produzenten: Jesse Rogg, Sam Sparro; Mix: Jeremy Wheatley)

Bestes Electronic-/Dance-Album (Best Electronic/Dance Album):
- Alive 2007 von Daft Punk
- nominiert waren zudem:
  - New York City von den Brazilian Girls
  - Bring Ya to the Brink von Cyndi Lauper
  - X von Kylie Minogue
  - Last Night von Moby
  - Robyn von Robyn

## Traditioneller Pop
Bestes Gesangsalbum – Traditioneller Pop (Best Traditional Pop Vocal Album):
- Still Unforgettable von Natalie Cole
- nominiert waren zudem:
  - The Sinatra Project von Michael Feinstein
  - Noël von Josh Groban
  - In the Swing of Christmas von Barry Manilow
  - Rufus Does Judy at Carnegie Hall von Rufus Wainwright

## Rock
Beste Solo-Gesangsdarbietung – Rock (Best Solo Rock Vocal Performance):
- Gravity von John Mayer
- nominiert waren zudem:
  - I Saw Her Standing There von Paul McCartney
  - Girls in Their Summer Clothes von Bruce Springsteen
  - Rise von Eddie Vedder
  - No Hidden Path von Neil Young

Beste Darbietung eines Duos oder einer Gruppe mit Gesang – Rock (Best Rock Performance by a Duo or Group with Vocals):
- Sex on Fire von Kings of Leon
- nominiert waren zudem:
  - Rock N Roll Train von AC/DC
  - Violet Hill von Coldplay
  - Long Road out of Eden von den Eagles
  - House of Cards von Radiohead

Beste Hard-Rock-Darbietung (Best Hard Rock Performance):
- Wax simulacra von The Mars Volta
- nominiert waren zudem:
  - Inside the Fire von Disturbed
  - Visions von Judas Priest
  - Saints of Los Angeles von Mötley Crüe
  - Lords of Salem von Rob Zombie

Beste Metal-Darbietung (Best Metal Performance):
- My Apocalypse von Metallica
- nominiert waren zudem:
  - Heroes of Our Time von DragonForce
  - Nostradamus von Judas Priest
  - Under My Thumb von Ministry
  - Psychosocial von Slipknot

Beste Darbietung eines Rockinstrumentals (Best Rock Instrumental Performance):
- Peaches En Regalia von Zappa Plays Zappa
- nominiert waren zudem:
  - Castellorizon von David Gilmour
  - Suicide & Redemption von Metallica
  - 34 Ghosts I-IV von den Nine Inch Nails
  - Hope (Live for the Art of Peace) von Rush

Bester Rocksong (Best Rock Song):
- Girls in Their Summer Clothes von Bruce Springsteen (Autor: Bruce Springsteen)
- nominiert waren zudem:
  - House of Cards von Radiohead (Autoren: Colin Greenwood, Jonny Greenwood, Ed O’Brien, Philip Selway, Thom Yorke)
  - I Will Possess Your Heart von Death Cab for Cutie (Autoren: Benjamin Gibbard, Nicholas Harmer, Jason McGerr, Christopher Walla)
  - Sex on Fire von den Kings of Leon (Autoren: Caleb, Jared, Matthew und Nathan Followill)
  - Violet Hill von Coldplay (Autoren: Guy Berryman, Jonny Buckland, Will Champion, Chris Martin)

Bestes Rock-Album (Best Rock Album):
- Viva la Vida or Death and All His Friends von Coldplay
- nominiert waren zudem:
  - Rock N Roll Jesus von Kid Rock
  - Only by the Night von den Kings of Leon
  - Death Magnetic von Metallica
  - Consolers of the Lonely von den Raconteurs

## Alternative
Bestes Alternative-Album (Best Alternative Music Album):
- In Rainbows von Radiohead
- nominiert waren zudem:
  - Modern Gult von Beck
  - Narrow Stairs von Death Cab for Cutie
  - The Odd Couple von Gnarls Barkley
  - Evil Urges von My Morning Jacket

## Rhythm & Blues
Beste weibliche Gesangsdarbietung – R&B (Best Female R&B Vocal Performance):
- Superwoman von Alicia Keys
- nominiert waren zudem:
  - Me, Myself and I von Beyoncé
  - Heaven Sent von Keyshia Cole
  - Spotlight von Jennifer Hudson
  - Need U Bad von Jazmine Sullivan

Beste männliche Gesangsdarbietung – R&B (Best Male R&B Vocal Performance):
- Miss Independent von Ne-Yo
- nominiert waren zudem:
  - You're the Only One von Eric Benét
  - Take You Down von Chris Brown
  - Can't Help But Wait von Trey Songz
  - Here I Stand von Usher

Beste Darbietung eines Duos oder einer Gruppe mit Gesang – R&B (Best R&B Performance by a Duo or Group with Vocals):
- Stay with Me (By the Sea) von Al Green featuring John Legend
- nominiert waren zudem:
  - Ribbon in the Sky von Boyz II Men
  - Words von Anthony David featuring India.Arie
  - I'm His Only Woman von Jennifer Hudson featuring Fantasia
  - Never Give You Up von Raphael Saadiq featuring Stevie Wonder & CJ Hilton

Beste Gesangsdarbietung – Traditioneller R&B (Best Traditional R&B Vocal Performance):
- You've Got the Love I Need von Al Green featuring Anthony Hamilton
- nominiert waren zudem:
  - A Change Is Gonna Come von Wayne Brady
  - Baby I Know von Linda Jones mit Helen Bruner & Terry Jones
  - Love That Girl von Raphael Saadiq
  - In Love with Another Man von Jazmine Sullivan

Beste Urban-/Alternative-Darbietung (Best Urban/Alternative Performance):
- Be OK von Chrisette Michele featuring Will.i.am
- nominiert waren zudem:
  - Say Goodbye to Love von Kenna
  - Wanna Be von Maiysha
  - Many Moons von Janelle Monáe
  - Lovin You (Music) von Wayna featuring Kokayi

Bester R&B-Song (Best R&B Song):
- Miss Independent von Ne-Yo (Autoren: Mikkel S. Eriksen, Tor Erik Hermansen, Shaffer Smith)
- nominiert waren zudem:
  - Bust Your Windows von Jazmine Sullivan (Autoren: Salaam Remi, Jazmine Sullivan, Deandre Way)
  - Customer von Raheem DeVaughn (Autoren: Ivan Barias, Raheem DeVaughn, Carvin Haggins, Kristal Oliver, Johnnie Smith II)
  - Heaven Sent von Keyshia Cole (Autoren: Keyshia Cole, Jason Farmer, Alex Francis)
  - Spotlight von Jennifer Hudson (Autoren: Mikkel S. Eriksen, Tor Erik Hermansen, Shaffer Smith)

Bestes R&B-Album (Best R&B Album):
- Jennifer Hudson von Jennifer Hudson
- nominiert waren zudem:
  - Love & Life von Eric Benét
  - Motown: A Journey Through Hitsville USA von Boyz II Men
  - Lay It Down von Al Green
  - The Way I See It von Raphael Saadiq

Bestes zeitgenössisches R&B-Album (Best Contemporary R&B Album):
- Growing Pains von Mary J. Blige
- nominiert waren zudem:
  - Back of My Lac'  von J. Holiday
  - First Love von Karina
  - Year of the Gentleman von Ne-Yo
  - Fearless von Jazmine Sullivan

## Rap
Beste Solodarbietung – Rap (Best Rap Solo Performance):
- A Milli von Lil Wayne
- nominiert waren zudem:
  - Roc Boys (And the Winner Is)... von Jay-Z
  - Paris, Tokyo von Lupe Fiasco
  - N.i.*.*.e.r. (The Slave and the Master) von Nas
  - Sexual Eruption von Snoop Dogg

Beste Darbietung eines Duos oder einer Gruppe – Rap (Best Rap Performance by a Duo or Group):
- Swagga Like Us von Jay-Z & T.I. feat. Kanye West und Lil Wayne
- nominiert waren zudem:
  - Royal Flush von Big Boi feat. Raekwon & André 3000
  - Mr. Carter von Lil Wayne feat. Jay-Z
  - Wish You Would von Ludacris feat. T.I.
  - Put On von Young Jeezy feat. Kanye West

Beste Zusammenarbeit – Rap/Gesang (Best Rap/Sung Collaboration):
- American Boy von Estelle featuring Kanye West
- nominiert waren zudem:
  - Low von Flo Rida featuring T-Pain
  - Green Light von John Legend & André 3000
  - Got Money von Lil Wayne featuring T-Pain
  - Superstar von Lupe Fiasco featuring Matthew Santos

Bester Rap-Song (Best Rap Song):
- Lollipop von Lil Wayne featuring Static Major (Autoren: Dwayne Carter, Stephen Garrett, Darius Harrison, Jason Scheffer, Rex Zamor)
- nominiert waren zudem:
  - Low von Flo Rida featuring T-Pain (Autoren: Tramar Dillard, Montay Desmond Humphrey, Faheem Najm)
  - Sexual Eruption von Snoop Dogg (Autoren: Calvin Broadus, Seneca Lovejoy, Demetrius Stewart)
  - Superstar von Lupe Fiasco featuring Matthew Santos (Autoren: Wasalu Jaco, Soundtrakk)
  - Swagga Like Us von Jay-Z & T.I. featuring Kanye West & Lil Wayne (Autoren: Dwayne Carter, Shawn Carter, Clifford Harris, Kanye West)

Bestes Rap-Album (Best Rap Album):
- Tha Carter III von Lil Wayne
- nominiert waren zudem:
  - American Gangster von Jay-Z
  - The Cool von Lupe Fiasco
  - Untitled von Nas
  - Paper Trail von T.I.

## Country
Beste weibliche Gesangsdarbietung – Country (Best Female Country Vocal Performance):
- Last Name von Carrie Underwood
- nominiert waren zudem:
  - For These Times von Martina McBride
  - What I Cannot Change von LeAnn Rimes
  - Last Call von Lee Ann Womack
  - This Is Me You're Talking To von Trisha Yearwood

Beste männliche Gesangsdarbietung – Country (Best Male Country Vocal Performance):
- Letter to Me von Brad Paisley
- nominiert waren zudem:
  - You're Gonna Miss This von Trace Adkins
  - In Color von Jamey Johnson
  - Just Got Started Lovin' You von James Otto
  - Troubadour von George Strait

Beste Countrydarbietung eines Duos oder einer Gruppe (Best Country Performance by a Duo or Group with Vocal):
- Stay von Sugarland
- nominiert waren zudem:
  - God Must Be Busy von Brooks & Dunn
  - Love Don't Live Here von Lady Antebellum
  - Every Day von den Rascal Flatts
  - Blue Side of the Mountain von SteelDrivers

Beste Zusammenarbeit mit Gesang – Country (Best Country Collaboration with Vocals):
- Killing the Blues von Robert Plant & Alison Krauss
- nominiert waren zudem:
  - Shiftwork von Kenny Chesney & George Strait
  - House of Cash von George Strait & Patty Loveless
  - Life in a Northern Town von Sugarland, Jake Owen & Little Big Town
  - Let the Wind Chase You von Trisha Yearwood & Keith Urban

Bestes Darbietung eines Countryinstrumentals (Best Country Instrumental Performance):
- Cluster Pluck von Brad Paisley, James Burton, Vince Gill, John Jorgenson, Albert Lee, Brent Mason, Redd Volkaert & Steve Wariner
- nominiert waren zudem:
  - Sumatra von Cherryholmes
  - Two Small Cars in Rome von Jerry Douglas & Lloyd Green
  - Sleigh Ride von Béla Fleck and the Flecktones
  - Is This America? (Katrina 2005) von Charlie Haden, Pat Metheny, Jerry Douglas & Bruce Hornsby

Bester Countrysong (Best Country Song):
- Stay von Sugarland (Autor: Jennifer Nettles)
- nominiert waren zudem:
  - Dig Two Graves von Randy Travis (Autoren: Ashley Gorley, Bob Regan)
  - I Saw God Today von George Strait (Autoren: Rodney Clawson, Monty Criswell, Wade Kirby)
  - In Color von Jamey Johnson (Autoren: Jamey Johnson, Lee Thomas Miller, James Otto)
  - You're Gonna Miss This von Trace Adkins (Autoren: Ashley Gorley, Lee Thomas Miller)

Bestes Countryalbum (Best Country Album):
- Troubadour von George Strait
- nominiert waren zudem:
  - That Lonesome Song von Jamey Johnson
  - Sleepless Nights von Patty Loveless
  - Around the Bend von Randy Travis
  - Heaven, Heartache and the Power of Love von Trisha Yearwood

Bestes Bluegrass-Album (Best Bluegrass Album):
- Honoring the Fathers of Bluegrass: Tribute to 1946 and 1947 von Ricky Skaggs & Kentucky Thunder
- nominiert waren zudem:
  - Cherryholmes III: Don't Believe von Cherryholmes
  - Live at the 2008 New Orleans Jazz & Heritage Festival von der Del McCoury Band
  - The Ultimate Collection / Live at the Ryman von Earl Scruggs with Family & Friends
  - Wheels von Dan Tyminski

## New Age
Bestes New-Age-Album (Best New Age Album):
- Peace Time von Jack DeJohnette
- nominiert waren zudem:
  - Meditations von William Ackerman
  - Pathfinder von Will Clipman
  - Ambrosia von Peter Kater
  - The Scent of Light von Ottmar Liebert & Luna Negra

## Jazz
Bestes zeitgenössisches Jazzalbum (Best Contemporary Jazz Album):
- Randy in Brasil von Randy Brecker
- nominiert waren zudem:
  - Floating Point von John McLaughlin
  - Cannon Re-Loaded: All-Star Celebration of Cannonball Adderley von verschiedenen Interpreten (Produzenten: Gregg Field, Tom Scott)
  - Miles from India von verschiedenen Interpreten (Produzent: Bob Belden)
  - Lifecycle von den Yellowjackets featuring Mike Stern

Bestes Jazz-Gesangsalbum (Best Jazz Vocal Album):
- Loverly von Cassandra Wilson
- nominiert waren zudem:
  - Imagina: Songs of Brasil von Karrin Allyson
  - Breakfast on the Morning Tram von Stacey Kent
  - If Less Is More... Nothing Is Everything von Kate McGarry
  - Distances von Norma Winstone (mit Glauco Venier und Klaus Gesing)

Bestes Jazz-Instrumentalsolo (Best Jazz Instrumental Solo):
- Be-Bop von Terence Blanchard
- nominiert waren zudem:
  - Seven Steps to Heaven von Till Brönner
  - Waltz for Debby von Gary Burton & Chick Corea
  - Son of Thirteen von Pat Metheny
  - Be-Bop von James Moody

Bestes Jazz-Instrumentalalbum, Einzelkünstler oder Gruppe (Best Jazz Instrumental Album, Individual or Group):
- The New Crystal Silence von Chick Corea & Gary Burton
- nominiert waren zudem:
  - History, Mystery von Bill Frisell
  - Brad Mehldau Trio: Live vom Brad Mehldau Trio
  - Day Trip von Pat Metheny with Christian McBride & Antonia Sanchez
  - Standards von Alan Pasqua, Dave Carpenter & Peter Erskine Trio

Bestes Album eines Jazz-Großensembles (Best Large Jazz Ensemble Album):
- Monday Night Live at the Village Vanguard vom Vanguard Jazz Orchestra
- nominiert waren zudem:
  - Appearing Nightly von Carla Bley and Her Remarkable Big Band
  - Act Your Age von Gordon Goodwin's Big Phat Band
  - Symphonica von Joe Lovano mit der WDR Big Band & Rundfunk Orchestra
  - Blauklang von Vince Mendoza

Bestes Latin-Jazz-Album (Best Latin Jazz Album):
- Song for Chico von Arturo O’Farrill & The Afro-Latin Jazz Orchestra
- nominiert waren zudem:
  - Afro Bop Alliance vom Caribbean Jazz Project
  - The Latin Side of Wayne Shorter von Conrad Herwig & The Latin Side Band
  - Nouveau Latino von Néstor Torres
  - Marooned / Aislado von Papo Vázquez and the Mighty Pirates

## Gospel
Beste Gospeldarbietung (Best Gospel Performance):
- Get Up von Mary Mary
- nominiert waren zudem:
  - I Understand von Kim Burrell, Rance Allen, BeBe Winans, Mariah Carey & Hezekiah Walker's Love Fellowship Tabernacle Church Choir
  - East to West von Casting Crowns
  - Shall We Gather at the River von Take 6
  - Waging War von CeCe Winans

Bester Gospelsong (Best Gospel Song):
- Help Me Believe von Kirk Franklin (Autor: Kirk Franklin)
- nominiert waren zudem:
  - Cover Me von 21:03 mit Fred Hammond, Smokie Norful & J. Moss (Autor: James L. Moss)
  - Get Up von Mary Mary (Autoren: Erica Campbell, Tina Campbell, Warryn Campbell, Eric Dawkins)
  - Give Me Your Eyes von Brandon Heath & Jason Ingram (Autor: Brandon Heath)
  - You Reign von MercyMe (Autoren: James Bryson, Steven Curtis Chapman, Nathan Cochran, Barry Graul, Bart Millard, Michael John Scheuchzer, Robin Shaffer)

Bestes Rock- oder Rap-Gospel-Album (Best Rock or Rap Gospel Album):
- Alive and Transported von TobyMac
- nominiert waren zudem:
  - Hello von After Edmund
  - Our World Redeemed von Flame
  - We Need Each Other von Sanctus Real
  - Rock What You Got von Superchick

Bestes zeitgenössisches / Pop-Gospelalbum (Best Pop / Contemporary Gospel Album):
- Thy Kingdom Come von CeCe Winans
- nominiert waren zudem:
  - This Moment von Steven Curtis Chapman
  - What If We von Brandon Heath
  - Opposite Way von Leeland
  - Hello Love von Chris Tomlin

Bestes Southern-, Country- oder Bluegrass-Gospelalbum (Best Southern, Country, or Bluegrass Gospel Album):
- Lovin' Life von der Gaither Vocal Band
- nominiert waren zudem:
  - Room for More von den Booth Brothers
  - Steps to Heaven von Charlie Louvin
  - Hymned Again von Bart Millard
  - Ephesians One von Karen Peck and New River

Bestes traditionelles Gospelalbum (Best Traditional Gospel Album):
- Down in New Orleans von den Blind Boys of Alabama
- nominiert waren zudem:
  - I'll Say Yes vom Brooklyn Tabernacle Choir
  - Take It Back von Dorinda Clark-Cole
  - Deitrick Haddon Presents... Together in Worship von den Voices of Unity
  - Bishop Charles E. Blake Presents... No Limit vom West Angeles COGIC Mass Choir

Bestes zeitgenössisches R&B-Gospelalbum (Best Contemporary R&B Gospel Album):
- The Fight of My Life von Kirk Franklin
- nominiert waren zudem:
  - Reflections von Jason Champion
  - The Sound von Mary Mary
  - Donald Lawrence Introduces: Family Prayer von den Murrills
  - Stand Out von Tye Tribbett & G. A.

## Latin
Bestes Latin-Pop-Album (Best Latin Pop Album):
- La vida … es un ratico von Juanes
- nominiert waren zudem:
  - Cara B von Jorge Drexler
  - Palabras del silencio von Luis Fonsi
  - Cómplices von Luis Miguel
  - Tarde o temprano von Tommy Torres

Bestes Latin-Rock- oder Alternative-Album (Best Latin Rock or Alternative Album):
- 45 von Jaguares
- nominiert waren zudem:
  - Sonidos Gold von Grupo Fantasma
  - La verdad von Locos por Juana
  - Tijuana Sound Machine von Nortec Collective Presents: Bostich & Fussible
  - Mediocre von Ximena Sariñana

Bestes Latin-Urban-Album (Best Latin Urban Album):
- Los extraterrestres von Wisin y Yandel
- nominiert waren zudem:
  - La novela von Akwid
  - La Sinfonia von La Sinfonia
  - The Royalty: La Realeza von R.K.M. & Ken-Y
  - En lo claro von Voltio

Bestes Tropical-Latinalbum (Best Tropical Latin Album):
- Señor Bachata von José Feliciano
- nominiert waren zudem:
  - Cuba: Un viaje musical – A Musical Journey von Albita, Rey Ruíz & Donato Poveda
  - Renacer von DLG
  - Frutero moderno von Gonzalo Grau y la Clave Secreta
  - Back on the Streets... Taste of Spanish Harlem Vol. 2 vom New Swing Sextet

Bestes zeitgenössisches Tropical-Album (Best Contemporary Tropical Album):
- Gracias von Omara Portuondo

Bestes regionales mexikanisches Album (Best Regional Mexican Album):
- Amor, dolor y lágrimas: Música ranchera von Mariachi Los Camperos de Nati Cano
- Canciones de amor von den Mariachi Divas
- nominiert waren zudem:
  - Desde México: Cumbia Cusinela von Huichol Musical
  - Vámonos pa'l río von Los Pikadientes de Caborca
  - A puro dolor von Nadia

Bestes Tejano-Album (Best Tejano Album):
- Viva la revolucion von Ruben Ramos and the Mexican Revolution
- nominiert waren zudem:
  - Music Lessons von Chente Barrera y Taconazo
  - Friends & Legends von Joe Posada
  - All That Jazz... von Tortilla Factory
  - Heir to the Throne von Albert Zamora

Bestes Norteño-Album (Best Norteño Album):
- Raíces von den Tigres del Norte
- nominiert waren zudem:
  - Me enamore de un angel von Los Palominos
  - Corridos: Defendiendo el honor von Pesado
  - Six Pack von Siggno
  - Cuidado von Solido

Bestes Banda-Album (Best Banda Album):
- No es de madera von Joan Sebástian
- nominiert waren zudem:
  - Tu inspiracion von Alacranes Musical
  - Que bonito … ¡Es lo bonito! von Banda El Recodo de Cruz Lizárraga
  - Vive y dejame vivir von Cuisillos
  - Tiro de gracia von Lupillo Rivera

## Blues
Bestes traditionelles Blues-Album (Best Traditional Blues Album):
- One Kind Favor von B. B. King
- nominiert waren zudem:
  - The Blues Rolls On von Elvin Bishop
  - Skin Deep von Buddy Guy
  - All Odds Against Me von John Lee Hooker Jr.
  - Pinetop Perkins & Friends von Pinetop Perkins & Friends

Bestes zeitgenössisches Blues-Album (Best Contemporary Blues Album):
- City That Care Forgot von Dr. John and the Lower 911
- nominiert waren zudem:
  - Peace, Love & BBQ von Marcia Ball
  - Like a Fire von Solomon Burke
  - Maestro von Taj Mahal
  - Simply Grand von Irma Thomas

## Folk
Bestes traditionelles Folkalbum (Best Traditional Folk Album):
- At 89 von Pete Seeger
- nominiert waren zudem:
  - Coal von Kathy Mattea
  - Comedians & Angels von Tom Paxton
  - Bring Me Home von Peggy Seeger
  - Strangers in Another Country von Rosalie Sorrels

Bestes zeitgenössisches Folk- / Americana-Album (Best Contemporary Folk / Americana Album):
- Raising Sand von Robert Plant & Alison Krauss
- nominiert waren zudem:
  - Day After Tomorrow von Joan Baez
  - I, Flathead von Ry Cooder
  - Sex & Gasoline von Rodney Crowell
  - All I Intended to Be von Emmylou Harris

Bestes Album mit indianischer Musik (Best Native American Music Album):
- Come to Me Great Mystery – Native American Healing Songs von verschiedenen Interpreten (Produzent: Tom Wasinger)
- nominiert waren zudem:
  - Songs from the Black Hills von Bryan Akipa
  - Spo'Mo'Kin'Nan von Black Lodge
  - Red Rock von Northern Cree
  - Faith von Kevin Yazzie

Bestes Album mit hawaiischer Musik (Best Hawaiian Music Album):
- 'Ikena von Tia Carrere & Daniel Ho
- nominiert waren zudem:
  -  'Aumakua von Amy Hānaialiʻi
  - Force of Nature von Led Kaapana & Mike Kaawa
  - Hawaiian Slack Key Kings Masters Series Vol. II von verschiedenen Interpreten (Produzenten: Chris Lau, Milton Lau)
  - The Spirit of Hawaiian Slack Key Guitar von verschiedenen Interpreten (Produzenten: Daniel Ho, George Kahumoku Jr., Dennis Kamakahi, Paul Konwiser, Wayne Wong)

Bestes Album mit Zydeco- oder Cajun-Musik (Best Zydeco Or Cajun Music Album):
- Live at the 2008 New Orleans Jazz & Heritage Festival von BeauSoleil & Michael Doucet
- nominiert waren zudem:
  - From Now On von Michael Doucet
  - Homage au passé von den Pine Leaf Boys
  - Live at the 2008 New Orleans Jazz & Heritage Festival von Steve Riley and the Mamou Playboys
  - Cedric Watson von Cedric Watson

## Reggae
Bestes Reggae-Album (Best Reggae Album):
- Jah Is Real von Burning Spear
- nominiert waren zudem:
  - Let's Get Physical von Elephant Man
  - Vibes von Heavy D.
  - Repentance von Lee „Scratch“ Perry
  - Intoxication von Shaggy
  - Amazing von Sly & Robbie

## Weltmusik
Bestes traditionelles Weltmusikalbum (Best Traditional World Music Album):
- Ilembe: Honoring Shaka Zulu von Ladysmith Black Mambazo
- nominiert waren zudem:
  - Calcutta Chronicles: Indian Slide Guitar Odyssey von Debashish Bhattacharya
  - The Mandé Variations von Toumani Diabaté
  - Dancing in the Light von Lakshmi Shankar

Bestes zeitgenössisches Weltmusikalbum (Best Contemporary World Music Album):
- Global Drum Project von Mickey Hart, Zakir Hussain, Sikiru Adepoju & Giovanni Hidalgo
- nominiert waren zudem:
  - Shake Away von Lila Downs
  - Banda Larga Cordel von Gilberto Gil
  - Rokku Mi Rokka (Give and Take) von Youssou N’Dour
  - Live at the Nelson Mandela Theater vom Soweto Gospel Choir

## Polka
Bestes Polkaalbum (Best Polka Album):
- Let the Whole World Sing von Jimmy Sturr and His Orchestra
- nominiert waren zudem:
  - El maestro del acordeón y sus polkas von Paulino Bernal
  - Speechless von LynnMarie and Charlie Kelley as the Boxhounds
  - Back to Back Hall of Fame Polkas von Walter Ostanek & His Band, Jerry Darlak & the Touch und Bob Kravos & His Band
  - Hungry for More von der Polka Family Band

## Für Kinder
Bestes Musikalbum für Kinder (Best Musical Album for Children):
- Here Come the 123s von They Might Be Giants
- nominiert waren zudem:
  - Beethoven's Wig 4: Dance Along Symphonies von Beethoven's Wig
  - Big Round World von Trout Fishing in America
  - Here Comes Brady Rymer and the Little Band That Could von Brady Rymer and the Little Band That Could
  - The Shoe Bird von The Seattle Symphony unter Leitung von Gerard Schwarz

Bestes gesprochenes Album für Kinder (Best Spoken Word Album for Children):
- Yes to Running! Bill Harley Live von Bill Harley
- nominiert waren zudem:
  - Around the Campfire von Buck Howdy with BB
  - The Big One-Oh von Dean Pitchford
  - Brown Bear and Friends von Gwyneth Paltrow
  - The Cricket in Times Square von Tony Shalhoub

## Sprache
Bestes gesprochenes Album (Best Spoken Word Album):
- An Inconvenient Truth, Sprecher: Beau Bridges, Cynthia Nixon und Blair Underwood
- nominiert waren zudem:
  - Born Standing Up von Steve Martin
  - I Am America (And So Can You!) von Stephen Colbert mit verschiedenen Interpreten
  - Life Beyond Measure von Sidney Poitier
  - When You Are Engulfed in Flames von David Sedaris

## Comedy
Bestes Comedyalbum (Bestes Comedy Album):
- It's Bad for Ya von George Carlin
- nominiert waren zudem:
  - Anticipation von Lewis Black
  - Flight of the Conchords von Flight of the Conchords
  - For Your Consideration von Kathy Griffin
  - Songs of the Bushmen von Harry Shearer

## Musical Show
Bestes Musical-Show-Album (Best Musical Show Album):
- In the Heights von der Broadway-Originalbesetzung mit Lin-Manuel Miranda und anderen (Produzenten: Kurt Deutsch, Alex Lacamoire, Andrés Levin, Lin-Manuel Miranda, Joel Moss, Bill Sherman; Text und Musik: Lin-Manuel Miranda)
- nominiert waren zudem:
  - Gypsy von der Broadway-Besetzung von 2008 mit Patti LuPone und anderen (Produzent: Robert Sher; Musik: Jule Styne; Text: Stephen Sondheim)
  - The Little Mermaid von der Broadway-Originalbesetzung mit Sierra Boggess, Tituss Burgess und anderen (Produzenten: Bruce Botnick, Michael Kosarin, Alan Menken, Chris Montan; Musik: Alan Menken; Text: Howard Ashman)
  - South Pacific von der neuen Broadwaybesetzung mit Kelli O'hara, Paulo Szot und anderen (Produzenten: David Caddickk, David Lai, Ted Sperling; Musik: Richard Rodgers; Text: Oscar Hammerstein II)
  - Young Frankenstein – The Musical von der neuen Broadwaybesetzung mit Roger Bart, Megan Mullally, Sutton Foster und anderen (Produzent: Doug Besterman; Text und Musik: Mel Brooks)

## Film/Fernsehen/visuelle Medien
Bestes zusammengestelltes Soundtrackalbum für Film, Fernsehen oder visuelle Medien (Best Compilation Soundtrack Album for Motion Picture, Television or Other Visual Media):
- Juno von verschiedenen Interpreten
- nominiert waren zudem:
  - American Gangster von verschiedenen Interpreten
  - August Rush von verschiedenen Interpreten
  - Mamma Mia! von Meryl Streep und verschiedenen Interpreten
  - Sweeney Todd – The Demon Barber of Fleet Street von verschiedenen Interpreten

Bestes komponiertes Soundtrackalbum für Film, Fernsehen oder visuelle Medien (Best Score Soundtrack Album for Motion Picture, Television or Other Visual Media):
- The Dark Knight (Komponisten: James Newton Howard, Hans Zimmer)
- nominiert waren zudem:
  - Indiana Jones and the Kingdom of the Crystal Skull (Komponist: John Williams)
  - Iron Man (Komponist: Ramin Djawadi)
  - There Will Be Blood (Komponist: Jonny Greenwood)
  - Wall-E (Komponist: Thomas Newman)

Bester Song geschrieben für Film, Fernsehen oder visuelle Medien (Best Song Written for Motion Picture, Television or Other Visual Media):
- Down to Earth von Peter Gabriel aus dem Film Wall-E (Autoren: Peter Gabriel, Thomas Newman)
- nominiert waren zudem:
  - Ever Ever After von Carrie Underwood aus dem Film Enchanted (Autoren: Alan Menken, Stephen Schwartz)
  - Say von John Mayer aus dem Film The Bucket List (Autor: John Mayer)
  - That’s How You Know von Amy Adams aus dem Film Enchanted (Autoren: Alan Menken, Stephen Schwartz)
  - Walk Hard von John C. Reilly aus dem Film Walk Hard: The Dewey Cox Story (Autoren: Judd Apatow, Marshall Crenshaw, Jake Kasdan, John C. Reilly)

## Komposition/Arrangement
Beste Instrumentalkomposition (Best Instrumental Composition):
- The Adventures of Mutt von John Williams (Komponist: John Williams; aus dem Film Indiana Jones and the Kingdom of the Crystal Skull)
- nominiert waren zudem:
  - Alegria von Chick Corea (Komponisten: Chick Corea, Gary Burton)
  - Claire's Closet von den Yellowjackets featuring Mike Stern (Komponist: Russell Ferrante)
  - Danzón De Etiqueta von Lee Ritenour & Dave Grusin (Komponist: Dave Grusin)
  - Hit the Ground Running von Gordon Goodwin's Big Phat Band (Komponist: Gordon Goodwin)

Bestes Instrumentalarrangement (Best Instrumental Arrangement):
- Define Dancing von Peter Gabriel & Thomas Newman (Arrangement: Thomas Newman; aus dem Film Wall-E)
- nominiert waren zudem:
  - Down in the Valley von Frank Macchia featuring the Prague Orchestra (Arrangement: Frank Macchia)
  - Duke Ellington's Sound of Love von Joe Lovano mit der WDR Big Band & Rundfunk Orchestra
  - St. Louis Blues vom Vanguard Jazz Orchestra (Arrangement: Bob Brookmeyer)
  - Yesterdays von Gordon Goodwin's Big Phat Band featuring Art Tatum (Arrangement: Gordon Goodwin)

Bestes Instrumentalarrangement mit Gesangsbegleitung (Best Instrumental Arrangement Accompanying Vocalist(s)):
- Here's That Rainy Day von Natalie Cole (Arrangement: Nan Schwartz)
- nominiert waren zudem:
  - Alfie von Traincha & the Metropole Orchestra (Arrangement: Vince Mendoza)
  - Grace von Take 6 (Arrangement: Cedric Dent)
  - Johnny One Note von John Pizzarelli (Arrangement: Don Sebesky)
  - Lazy Afternoon von Danilo Pérez (Arrangement: Claus Ogerman)

## Package
Bestes Albumdesign (Best Recording Package):
- Death Magnetic von Metallica (Künstlerische Leitung: Bruce Duckworth, Sarah Moffatt, David Turner)
- nominiert waren zudem:
  - Hawk Nelson... Is My Friend! von Hawk Nelson (Künstlerischer Leiter: Don Clark)
  - Nouns von No Age (Künstlerische Leitung: Brian Roettinger, No Age)
  - Radio Retaliation von der Thievery Corporation (Künstlerische Leitung: Neal Ashby, Matthew Curry, Patrick Donohue)
  - Summer Rains von den Ditty Bops (Künstlerische Leitung: Amanda Barrett, Abby DeWald, Renee Jablow, Rick Whitmore)

Beste Box oder limitierte Spezialausgabe (Best Boxed Or Special Limited Edition Package):
- In Rainbows von Radiohead (Künstlerische Leitung: Stanley Donwood, Mel Maxwell, Xian Munro)
- nominiert waren zudem:
  - Ghosts I-IV von Nine Inch Nails (Künstlerische Leitung: Trent Reznor, Rob Sheridan)
  - Poems & Songs von Wu Sheng (Künstlerischer Leiter: Quing-Yang Xiao)
  - Pretty. Odd. von Panic at the Disco (Künstlerische Leitung: Alex Kirzhner, Panic at the Disco)
  - @#%&*! Smilers von Aimee Mann (Künstlerische Leitung: Aimee Mann, Gail Marowitz)

## Album-Begleittext
Bester Album-Begleittext (Best Album Notes):
- Kind of Blue: 50th Anniversary Collector's Edition von Miles Davis (Verfasser: Francis Davis)
- nominiert waren zudem:
  - Art of Field Recording Volume I: Fifty Years of Traditional American Music Documented by Art Rosenbaum von verschiedenen Interpreten (Verfasser: Art Rosenbaum)
  - Debate '08: Taft and Bryan Campaign on the Edison Phonograph von William Jennings Bryan & William Howard Taft (Verfasser: Patrick Feaster, David Giovannoni)
  - Rare & Unreleased Recordings from the Golden Reign of the Queen of Soul von Aretha Franklin (Verfasser: David Ritz, Jerry Wexler)
  - The Unsung Father of Country Music: 1925–1934 von Ernest V. Stoneman (Verfasser: Hank Sapoznik)

## Historische Aufnahmen
Bestes historisches Album (Best Historical Album):
- Art of Field Recording Volume I: Fifty Years of Traditional American Music Documented by Art Rosenbaum von verschiedenen Interpreten (Produzenten der Zusammenstellung: Steven Lance Ledbetter, Art Ledbetter; Technik: Michael Graves)
- nominiert waren zudem:
  - Classic Columbia, OKeh and Vocalion Lester Young with Count Basie (1936–1940) von Lester Young mit Count Basie (Produzent der Zusammenstellung: Scott Wenzel; Technik: Malcolm Addey, Michael Brooks, Matt Cavaluzzo, Andreas Meyer, Mark Wilder)
  - Debate '08: Taft and Bryan Campaign on the Edison Phonograph von William Jennings Bryan & William Howard Taft (Produzenten der Zusammenstellung: David Giovannoni, Meagan Hennessey, Richard Martin; Technik: Richard Martin)
  - Polk Miller & His Old South Quartette von Polk Miller & His Old South Quartette (Produzent der Zusammenstellung: Ken Flaherty, Jr.; Technik: Marcos Sueiro Bal, Ken Flaherty Jr., Kurt Nauck, Glenn Sage)
  - To Be Free: The Nina Simone Story von Nina Simone (Produzent der Zusammenstellung: Richard Seidel; Technik: Mark G. Wilder)

## Produktion (ohne klassische Musik)
Beste Abmischung eines Albums (Best Engineered Album, Non-Classical):
- Consolers of the Lonely von den Raconteurs (Technik: Joe Chiccarelli, Vance Powell, Jack White III)
- nominiert waren zudem:
  - Just a Little Lovin' von Shelby Lynne (Technik: Al Schmitt)
  - Lay It Down von Al Green (Technik: Jimmy Douglass, Russell Elevado, John Smeltz)
  - Still Unforgettable von Natalie Cole (Technik: Al Schmitt)
  - We Sing. We Dance. We Steal Things. von Jason Mraz (Technik: Dyre Gormsen, Tony Maserati)

Produzent des Jahres (Producer of the Year, Non-Classical):
- Rick Rubin
- nominiert waren zudem:
  - Danger Mouse
  - Nigel Godrich
  - Johnny K
  - Will.i.am

Beste Remix-Aufnahme (Best Remixed Recording, Non-Classical):
- Electric Feel (Justice Remix) von MGMT (Remix: Justice)
- nominiert waren zudem:
  - Closer (StoneBridge Radio Edit) von Ne-Yo (Remix: StoneBridge)
  - 4 Minutes (Junkie XL Remix) von Madonna & Justin Timberlake (Remix: Junkie XL)
  - Just Fine (Moto Blanco Remix) von Mary J. Blige (Remix: Moto Blanco)
  - The Longest Road (Deadmau5 Remix) von Morgan Page featuring Lissie (Remix: Deadmau5)

## Raumklang
Bestes Raumklang-Album (Best Surround Sound Album):
- Mussorgsky: Pictures at an Exhibition; Night on Bald Mountain; Prelude to Khovanshchina vom Cincinnati Symphony Orchestra unter Leitung von Paavo Järvi
- nominiert waren zudem:
  - Divertimenti von Trondheimsolistene unter Leitung von Øyvind Gimse
  - Rheinberger: Sacred Choral Works vom Phoenix Bach Choir und dem Kansas City Chorale unter Leitung von Charles Bruffy
  - Ringo 5.1 The Surround Sound Collection von Ringo Starr
  - Sensurround + B-Sides von Cornelius

## Produktion (Klassische Musik)
Beste Abmischung eines Albums (Best Engineered Album, Classical):
- Traditions and Transformations: Sounds of Silk Road Chicago vom Silk Road Ensemble, Wu Man, Yo-Yo Ma und dem Chicago Symphony Orchestra unter Leitung von Miguel Harth-Bedoya und Alan Gilbert (Technik: David Frost, Tom Lazarus, Christopher Willis)
- nominiert waren zudem:
  - Berlioz: Symphonie Fantastique von Los Angeles Philharmonic unter Leitung von Gustavo Dudamel (Technik: Fred Vogler)
  - Divertimenti von Trondheimsolistene unter Leitung von Øyvind Gimse (Technik: Morten Lindberg, Hans Peter L’Orange)
  - Puccini: La Bohème vom Atlanta Symphony Orchestra und Chor unter Leitung von Robert Spano (Technik: Michael Bishop)
  - Respighi: Church Windows, Brazilian Impressions, Rossiniana vom Buffalo Philharmonic Orchestra unter Leitung von JoAnn Falletta (Technik: John Newton)

Produzent des Jahres (Producer of the Year, Classical):
- David Frost
- nominiert waren zudem:
  - David Groves
  - Judith Sherman
  - Robert Woods
  - Robina G. Young

## Klassische Musik
Bestes Klassik-Album (Best Classical Album):
- Weill: Rise and Fall of the City of Mahagonny von Donnie Ray Albert, John Easterlin, Steven Humes, Mel Ulrich und Robert Wörle und dem Los Angeles Opera Chorus & Orchestra unter Leitung von James Conlon
- nominiert waren zudem:
  - Maria vom Orchestra La Scintilla unter Leitung von Ádám Fischer
  - Tarik O'Regan: Threshold of Night von Conspirare und der Company of Voices unter Leitung von Craig Hella Johnson
  - Schönberg/Sibelius: Violin Concertos von Hilary Hahn und dem Swedish Radio Symphony Orchestra unter Leitung von Esa-Pekka Salonen
  - Spotless Rose: Hymns to the Virgin Mary vom Phoenix Chorale unter Leitung von Charles Bruffy

Beste Orchesterdarbietung (Best Orchestral Performance):
- Shostakovich: Symphony No. 4 vom Chicago Symphony Orchestra unter Leitung von Bernard Haitink
- nominiert waren zudem:
  - D'Indy: Orchestral Works, Vol. 1 vom Isländischen Sinfonieorchester unter Leitung von Rumon Gamba
  - Glazunov: Symphony No. 6, La Mer, Introduction and Dance from Salome vom Royal Scottish National Orchestra unter Leitung von José Serebrier
  - Prokofiev: Scythian Suite, Op. 20 vom Chicago Symphony Orchestra unter Leitung von Alan Gilbert
  - Chris Walden: Symphony No. 1, The Four Elements vom Hollywood Studio Symphony Orchestra unter Leitung von Chris Walden

Beste Opernaufnahme (Best Opera Recording):
- Weill: Rise and Fall of the City of Mahagonny von Anthony Dean Griffey, Patti LuPone, Audra McDonald sowie Donnie Ray Albert, John Easterlin, Steven Humes, Mel Ulrich, Robert Wörle und dem Los Angeles Opera Orchestra & Chorus unter der Leitung von James Conlon (Produzent: Fred Vogler)
- nominiert waren zudem:
  - Tan Dun: The First Emperor von Michelle DeYoung, Plácido Domingo, Elizabeth Futral, Paul Groves, Wu Hsing-Kuo, Hao Jinag Tian und dem Metropolitan Opera Orchestra & Chorus unter Leitung von Tan Dun (Produzent: Jay David Saks)
  - Lully: Psyché von Colin Balzer, Karina Gauvin, Carolyn Sampson, Aaron Sheehan und dem Boston Early Music Festival Orchestra & Chorus unter Leitung von Paul O’Dette und Stephen Stubbs (Produzentin: Renate Wolter-Seevers)
  - Monteverdi: L'Orfeo von Sara Mingardo, Monica Piccinini, Anna Simboli, Furio Zanasi und dem Concerto Italiano unter Leitung von Rinaldo Alessandrini (Produzent: Jean-Pierre Loisil)
  - Tschaikowsky: Eugene Onegin von Renée Fleming, Dmitri Chworostowski, Ramón Vargas und dem Metropolitan Opera Orchestra & Chorus unter Leitung von Waleri Gergijew

Beste Chordarbietung (Best Choral Performance):
- Symphony of Psalms von den Berliner Philharmonikern unter Leitung von Sir Simon Rattle und dem Rundfunkchor Berlin unter Leitung von Simon Halsey
- nominiert waren zudem:
  - Tarik O'Regan: Threshold of Night von der Company of Strings, der Company of Voices und Conspirare unter Leitung von Craig Hella Johnson
  - Rheinberger: Sacred Choral Works vom Kansas City Chorale und dem Phoenix Bach Choir unter Leitung von Charles Bruffy
  - Karol Szymanowski: Stabat Mater von Jaroslaw Brek, Iwona Hossa, Ewa Marciniec und dem Warschauer Philharmonischen Orchester und Chor unter Leitung von Antoni Wit, Chorleiter Henryk Wojnarowski
  - Tippett: A Child of Our Time von Steve Davislim, Mihoko Fujimura, Matthew Ros, Indra Thomas und dem London Symphony Orchestra und Chor unter Leitung von Colin Davis, Chorleiter Joseph Cullen

Beste Soloinstrument-Darbietung mit Orchester (Best Instrumental Soloist(s) Performance With Orchestra):
- Schoenberg / Sibelius: Violinkonzerte von Hilary Hahn und dem Schwedischen Radiosymphonieorchester unter Leitung von Esa-Pekka Salonen
- nominiert waren zudem:
  - Bloch / Lees: Violin Concertos von Elmar Oliveira und dem Nationalen Symphonieorchester der Ukraine unter Leitung von John McLaughlin Williams
  - Harrison: Pipa Concerto von Wu Man und dem Chicago Symphony Orchestra unter Leitung von Miguel Harth-Bedoya
  - Mozart: Klavierkonzerte 17 und 20 von Leif Ove Andsnes und dem Norwegischen Kammerorchester
  - Saint-Saëns: Klavierkonzerte 2 und 5 von Jean-Yves Thibaudet und dem Orchestre de la Suisse Romande unter Leitung von Charles Dutoit

Beste Soloinstrument-Darbietung ohne Orchester (Best Instrumental Soloist(s) Performance Without Orchestra):
- Piano Music of Salonen, Stucky, and Lutoslawski von Gloria Cheng
- nominiert waren zudem:
  - In a State of Jazz von Marc-André Hamelin
  - Red Cliff Capriccio von Wei Li
  - Revolutionary von Cameron Carpenter
  - Strange Toys von Joan Jeanrenaud

Beste Kammermusik-Darbietung (Best Chamber Music Performance):
- Elliott Carter: Streichquartette Nr. 1 und 5 von Pacifica Quartet
- nominiert waren zudem:
  - Brahms: Streichquartett op. 51, Nr. 2, Klavierquintett op. 34 von Stephen Hough und dem Takács Quartet
  - Folk Songs vom Trio Mediaeval
  - Right Through the Bone – Julius Röntgen Chamber Music vom ARC Ensemble
  - String Poetic von Jennifer Koh und Reiko Uchida

Beste Darbietung eines Kleinensembles (Best Small Ensemble Performance):
- Spotless Rose: Hymns to the Virgin Mary vom Phoenix Chorale unter Leitung von Charles Bruffy
- nominiert waren zudem:
  - Divertimenti von den Trondheimsolistene unter Leitung von Øyvind Gimse
  - Tan Dun: Pipa Concerto; Hayashi: Viola Concerto; Takemitsu: Nostalgia von Juri Baschmet mit Wu Man und Moskauer Solisten
  - Im wunderschönen Monat Mai von Barbara Sukowa und dem Schoenberg Ensemble unter Leitung von Reinbert de Leeuw
  - Monk: Impermanence von Meredith Monk & Vocal Ensemble

Beste klassische Gesangsdarbietung (Best Classical Vocal Performance):
- Corigliano: Mr. Tambourine Man: Seven Poems of Bob Dylan von Hila Plitmann mit dem Buffalo Philharmonic Orchestra unter Leitung von JoAnn Falletta
- nominiert waren zudem:
  - Charles Fussell: Wilde von Sanford Sylvan mit dem Boston Modern Orchestra Project unter Leitung von Gil Rose
  - Gomidas Songs von Isabel Bayrakdarian mit Serouj Kradjian und den Kammermusikern des Armenischen Philharmonischen Orchesters unter Leitung von Eduard Topchjan
  - Maria von Cecilia Bartoli mit dem Orchestra La Scintilla unter Leitung von Ádám Fischer
  - Terezín: Theresienstadt von Anne Sofie von Otter mit Christian Gerhaher, Daniel Hope, Bengt Forsberg und Gerold Huber

Beste zeitgenössische klassische Komposition (Best Classical Contemporary Composition):
- Mr. Tambourine Man: Seven Poems of Bob Dylan von John Corigliano
- nominiert waren zudem:
  - Concerto pour flûte von Marc-André Dalbavie
  - The Garden of Cosmic Speculation von Michael Gandolfi
  - Violin Concerto No. 2 von George Tsontakis
  - Symphony No. 1, The Four Elements von Chris Walden

Bestes klassisches Crossover-Album (Best Classical Crossover Album):
- Simple Gifts von den King’s Singers
- nominiert waren zudem:
  - Baroque von Gabriela Montero
  - Indigo Road von Ronn McFarlane
  - Olde School von East Village Opera Company
  - The Othello Syndrome von Uri Caine Ensemble

## Musikvideo
Bestes Musik-Kurzvideo (Best Short Form Music Video):
- Pork and Beans von Weezer (Regisseur: Mathew Cullen; Produzent: Bernard Rahill)
- nominiert waren zudem:
  - Honey von Erykah Badu (Regie: Erykah Badu, Mr. Roboto; Produzentin: Megan Gutman)
  - Who's Gonna Save My Soul von Gnarls Barkley (Regisseur: Christopher Milk; Produzentin: Anne Johnson)
  - Another Way to Die von Alicia Keys & Jack White (Regie: PR Brown, MK12; Produzenten: Mick Ebeling, Sheira Rees-Davies, Jane Tredget)
  - House of Cards von Radiohead (Regisseur: James Frost; Produzent: Dawn Fanning)

Bestes Musik-Langvideo (Best Long Form Music Video):
- Runnin' Down a Dream von Tom Petty & the Heartbreakers (Regisseur: Peter Bogdanovich; Produzent: Skot Bright)
- nominiert waren zudem:
  - Where the Light Is – Live in Los Angeles von John Mayer (Regisseur: Danny Clinch; Produzent: Lindha Narvaez)
  - Good Girl Gone Bad Live von Rihanna (Regisseur: Paul Caslin; Produzenten: John Paveley, Ruth Paveley, Rupert Style)
  - Respect Yourself – The Stax Records Story von verschiedenen Interpreten (Regie: Robert Gordon, Morgan Neville; Produzenten: Mark Crosby, Robert Gordon, Morgan Neville)
  - Amazing Journey: The Story of the Who von The Who (Regie: Paul Crowder, Murray Lerner; Produzenten: Murray Lerner, Robert Rosenberg, Nigel Sinclair)

## Special Merit Awards

### Grammy Lifetime Achievement Award
- Gene Autry
- The Blind Boys of Alabama
- The Four Tops
- Hank Jones
- Brenda Lee
- Dean Martin
- Tom Paxton
- Leo Fender

Trustees Award
- George Avakian
- Elliott Carter
- Allen Toussaint